# 박윤배 (바이애슬론 선수)
박윤배(1979년 9월 23일~)는 대한민국의 바이애슬론 선수로, 2006년 동계 올림픽에 참가했다.